# Kozie plesá

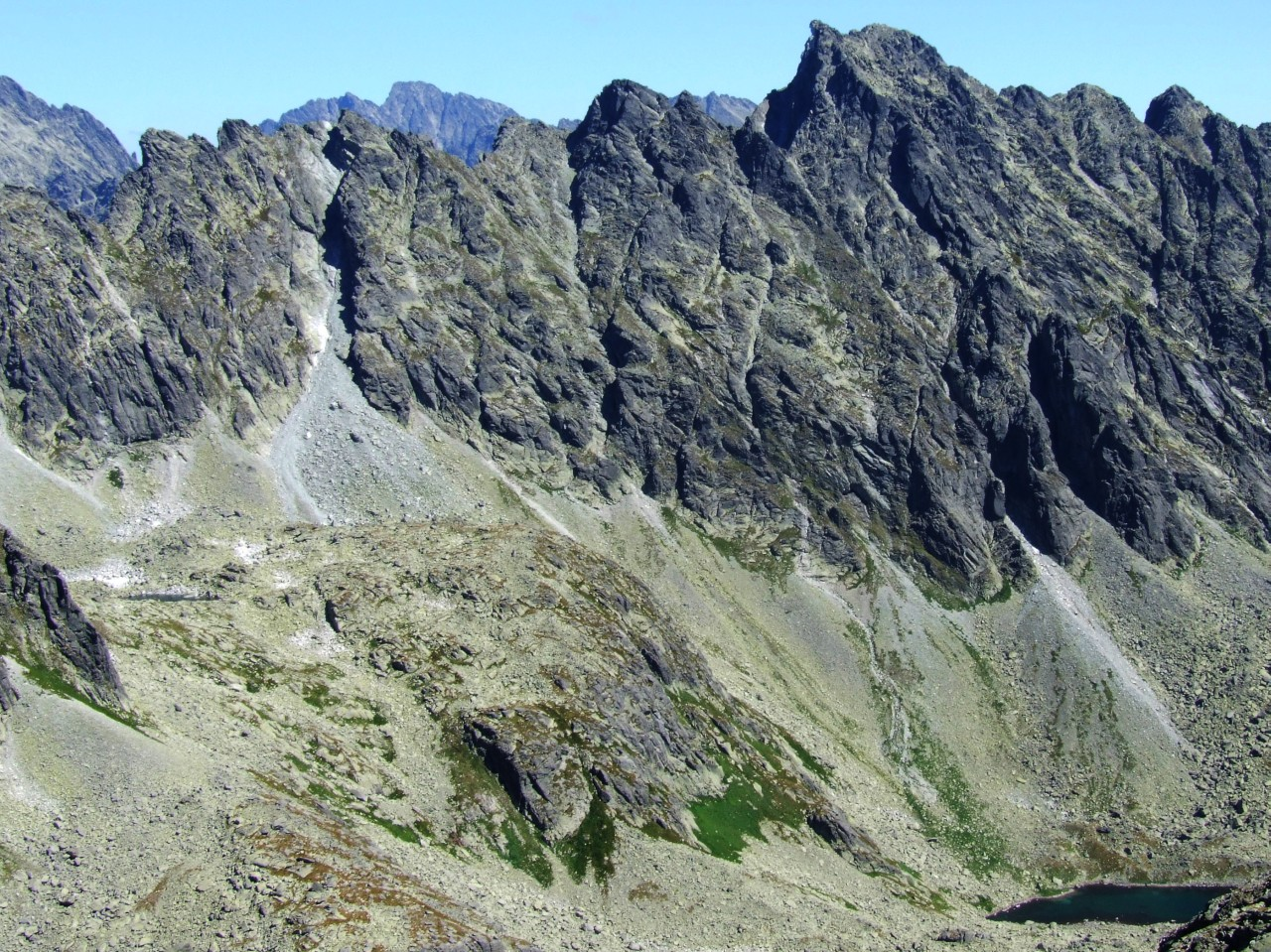
Nižné Kozie pleso pod hřebenem Bašt. V horní levé části je vidět i Vyšné Kozie pleso

Kozie plesá (česky Kozí plesa) je soubor čtyř ledovcových jezer nacházejících se v horní východní části Mlynické doliny pod hřebenem Bašt. Plesa leží v nadmořské výšce od 1932 do 2109 m.

## Plesa
| č.  | jezero              | rozloha (ha) | délka (m) | šířka (m) | m.hl. (m) | objem (m³) | n.v. (m) | Souřadnice                       |
| --- | ------------------- | ------------ | --------- | --------- | --------- | ---------- | -------- | -------------------------------- |
| -   | Vyšné Kozie pleso   | 0,5120       | 150       | 75        | 3,3       | 4 667      | 2 109    | 49°10′06″ s. š., 20°02′43″ v. d. |
| I   | Nižné Kozie pleso   | 0,7800       | 155       | 65        | 2,3       | 4 650      | 1 942    | 49°09′49″ s. š., 20°02′37″ v. d. |
| II  | Stredné Kozie pleso | 0,0720       | —         | —         | 3,6       | 436        | 1 939    | 49°09′42″ s. š., 20°02′32″ v. d. |
| III | Malé Kozie pleso    | 0,0520       | —         | —         | 1,5       | 275        | 1 932    | 49°09′45″ s. š., 20°02′30″ v. d. |